# Campeonato Sudamericano 1937
Das Campeonato Sudamericano von 1937 war die 14. Ausspielung der südamerikanischen Kontinentalmeisterschaft im Fußball und fand vom 27. Dezember 1936 bis 1. Februar 1937 zum fünften Mal in Argentinien statt. Obwohl mit Bolivien, Ecuador und Kolumbien, Mitglied der CONMEBOL seit 1936, drei Mannschaften fehlten, bedeutete die Teilnehmerzahl von sechs Mannschaften einen neuen Rekord. Neben den vier Mannschaften, die schon vor zwei Jahren an der Copa teilgenommen hatten, kamen nach langer Abwesenheit bei dieser Meisterschaft wieder Brasilien und Paraguay hinzu.
Am Austragungsmodus änderte sich nichts, die Meisterschaft wurde wieder im Ligasystem (Jeder gegen Jeden) ausgetragen. Bei Punktgleichheit auf dem ersten Platz war ein Entscheidungsspiel vorgesehen. Alle Spiele wurden in Buenos Aires ausgetragen; dabei fanden die meisten Spiele im Estadio Gasómetro de Boedo, dem damals größten Stadion Südamerikas mit einem Fassungsvermögen von rund 80.000 Zuschauern statt; je ein Spiel wurde in River Plates Estadio Alvear y Tagle und auf dem Platz von CA Boca Juniors, auf dem 1938 die heutige Bombonera errichtet wurde, ausgetragen. Die 16 Spiele wurden von 518.000 Zuschauern gesehen, so vielen wie noch nie bei einer Copa und es fielen insgesamt 69 Tore, auch dies ein neuer Rekord.
Südamerikameister 1937 wurde zum fünften Mal Argentinien.

## Spielergebnisse
|                   |   |           |           |
| 27. Dezember 1936 |   |           |           |
| Brasilien         | – | Peru      | 3:2 (2:0) |
| 30. Dezember 1936 |   |           |           |
| Argentinien       | – | Chile     | 2:1 (2:0) |
| 2. Januar 1937    |   |           |           |
| Uruguay           | – | Paraguay  | 2:4 (2:3) |
| 3. Januar 1937    |   |           |           |
| Brasilien         | – | Chile     | 6:4 (5:3) |
| 6. Januar 1937    |   |           |           |
| Uruguay           | – | Peru      | 4:2 (2:2) |
| 9. Januar 1937    |   |           |           |
| Argentinien       | – | Paraguay  | 6:1 (3:0) |
| 10. Januar 1937   |   |           |           |
| Uruguay           | – | Chile     | 0:3 (0:1) |
| 13. Januar 1937   |   |           |           |
| Brasilien         | – | Paraguay  | 5:0 (2:0) |
| 16. Januar 1937   |   |           |           |
| Argentinien       | – | Peru      | 1:0 (0:0) |
| 17. Januar 1937   |   |           |           |
| Paraguay          | – | Chile     | 3:2 (2:2) |
| 19. Januar 1937   |   |           |           |
| Brasilien         | – | Uruguay   | 3:2 (1:1) |
| 21. Januar 1937   |   |           |           |
| Peru              | – | Chile     | 2:2 (2:1) |
| 23. Januar 1937   |   |           |           |
| Argentinien       | – | Uruguay   | 2:3 (0:1) |
| 24. Januar 1937   |   |           |           |
| Peru              | – | Paraguay  | 1:0 (1:0) |
| 30. Januar 1937   |   |           |           |
| Argentinien       | – | Brasilien | 1:0 (0:0) |

| Pl. | Land        | Sp. | S | U | N | Tore    | Diff. | Punkte |
| --- | ----------- | --- | - | - | - | ------- | ----- | ------ |
| 1.  | Argentinien | 5   | 4 | 0 | 1 | 012:500 | +7    | 08:20  |
| 1.  | Brasilien   | 5   | 4 | 0 | 1 | 017:900 | +8    | 08:20  |
| 3.  | Uruguay     | 5   | 2 | 0 | 3 | 011:140 | −3    | 04:60  |
| 4.  | Paraguay    | 5   | 2 | 0 | 3 | 008:160 | −8    | 04:60  |
| 5.  | Chile       | 5   | 1 | 1 | 3 | 012:130 | −1    | 03:70  |
| 6.  | Peru        | 5   | 1 | 1 | 3 | 007:100 | −3    | 03:70  |

### Entscheidungsspiel
|                 |   |           |           |
| 1. Februar 1937 |   |           |           |
| Argentinien     | – | Brasilien | 2:0 n. V. |

Wie schon im vorangegangenen Duell waren beide Teams absolut gleichwertig, und so hieß es nach 90 Minuten 0:0. Auch die erste Halbzeit der Verlängerung brachte kein Tor und damit keine Entscheidung. Erst in der zweiten Halbzeit der Verlängerung sorgte der beste Spieler des Turniers, Vicente de la Mata, mit einem Doppelschlag in der 109. und 112. Minute für die Entscheidung zugunsten des Gastgebers. Für Argentinien war es der bereits fünfte Titelgewinn.

## Beste Torschützen
| Rang | Spieler           | Tore |
| ---- | ----------------- | ---- |
| 1    | Raúl Toro         | 7    |
| 2    | Alberto Zozaya    | 5    |
|      | Severino Varela   | 5    |
| 4    | Patesko           | 4    |
|      | Luizinho          | 4    |
| 6    | Francisco Varallo | 3    |
|      | Carvalho Leite    | 3    |

## Mannschaften im Turnier
Argentinien

Argentinien ging allgemein als klarer Favorit in dieses Turnier. Zum einen verfügte das Land über die spielstärkste Mannschaft auf dem Kontinent und zum anderen besaß man den nicht zu unterschätzenden Heimvorteil. Doch der Gastgeber konnte nur bedingt überzeugen. Nach einem eher mühevollen Auftaktsieg gegen Chile feierten die Argentinier zwar einen klaren und überzeugenden Sieg gegen Paraguay, doch danach kam es zu einem deutlichen Leistungseinbruch. So kam man im Duell mit Peru zu einem mehr als glücklichen 1:0-Sieg, der insbesondere mit gütiger Mithilfe des Kontinentalverbandes CONMEBOL zustande kam. Denn der uruguayische Schiedsrichter Tejada stellte in der 84. Minute den argentinischen Spieler Sastre vom Platz. Doch unbemerkt vom Referee brachten die Argentinier für den Herausgestellten mit Blotto einen Auswechselspieler ins Spiel. Der Gegner Peru reichte nach dem Spiel einen Protest bei der CONMEBOL ein, der jedoch unverständlicherweise abgewiesen wurde. So blieb es bei dem glücklichen 1:0-Sieg für Argentinien. Eine Woche später lief es noch schlechter, als man gegen den Erzrivalen Uruguay, dem Angstgegner der Argentinier bei der Copa, wieder einmal verlor. Nach einer schwachen Leistung in der ersten Stunde und einem deutlichen 0:3-Rückstand kam die Aufholjagd, die die Argentinier noch einmal bis auf 2:3 heranbrachte, zu spät. So musste im letzten Spiel gegen die überraschend starken Brasilianer unbedingt ein Sieg her, um auf dem Umweg über ein Entscheidungsspiel doch noch den Titel gewinnen zu können. In einem dramatischen aber torarmen Spiel schoss Enrique García zu Beginn der Zweiten Halbzeit das goldene Tor für die Gastgeber. Damit mussten beide Mannschaften zwei Tage später noch einmal gegeneinander antreten.
 Brasilien

Brasilien hatte zwölf Jahre an keiner Südamerikameisterschaft mehr teilgenommen. Daher war man auf den Auftritt dieses Teams besonders gespannt. Doch die Brasilianer wussten vollständig zu überzeugen. Bisher eigentlich nur die Nummer drei auf dem Kontinent, entwickelte sich das brasilianische Team zum Hauptherausforderer für den Favoriten Argentinien. Insbesondere der Sturm wusste zu überzeugen. Mit 17 geschossenen Toren waren die Brasilianer das mit Abstand torgefährlichste Team dieses Turniers. Allerdings zeigte die Mannschaft einige Schwächen in der Abwehr und blieb in keinem Spiel ohne Gegentor. Dies zeigte sich schon gleich im Auftaktspiel gegen Peru, als man nach überzeugendem Beginn durch Fehler im Abwehrverhalten fast noch den Sieg verspielt hätte. Auch beim 6:4-Sieg gegen Chile mit einer der torreichsten Halbzeiten der Copa-Geschichte zeigte sich die Abwehr keineswegs sattelfest. Doch trotz dieser Schwächen stand das Team nach vier Siegen, darunter ein 3:2-Erfolg gegen Titelverteidiger Uruguay, vor dem Turniersieg; ein Punktgewinn gegen die Gastgeber hätte den Brasilianern für ihren dritten Turniererfolg gereicht. Doch ausgerechnet in diesem entscheidenden Spiel konnte sich der so gefährliche brasilianische Sturm nicht so recht in Szene setzen und blieb erstmals ohne Torerfolg. Durch die 0:1-Niederlage in diesem Duell verspielte man den Turniererfolg und musste nun erneut gegen Argentinien ins Entscheidungsspiel.
 Chile

Chile konnte mit seinem Abschneiden durchaus zufrieden sein. Insbesondere beim sensationellen 3:0-Sieg gegen Uruguay zeigte das Team ein sehr starkes Spiel. Auch in den übrigen Paarungen zeigte man durchaus eine gute Leistung, obwohl nur noch ein Unentschieden gegen Peru dabei heraussprang. Einzig die 2:3-Niederlage gegen die Paraguayos war etwas enttäuschend, doch sowohl beim 1:2 gegen Argentinien als auch beim 4:6 gegen Brasilien konnte man durchaus überzeugen. Bei etwas mehr Glück wäre eine bessere Platzierung als Rang fünf möglich gewesen.
 Paraguay

Für Paraguay war schon die Teilnahme ein Erfolg. Denn angesichts des enorm hohen Blutzolls, den das Land in dem gerade erst beendeten Chacokrieg zahlen musste, bedeutete die Aufstellung einer schlagkräftigen Nationalmannschaft eine überaus schwierige Aufgabe. Angesichts dieser Rahmenbedingungen war der vierte Platz der Paraguayos ein Riesenerfolg. Besonders bejubelt wurde dabei der sensationelle 4:2-Sieg zum Turnierauftakt gegen Titelverteidiger Uruguay. Angesichts eines noch weiteren 3:2-Sieges gegen Chile konnte man die überaus hohen Niederlagen gegen Argentinien (1:6) und Brasilien (0:5) verschmerzen. Etwas unglücklich war die 0:1-Niederlage im letzten Spiel gegen Peru; denn bei einem Unentschieden oder einem Sieg hätte man sogar Dritter vor Uruguay werden können.
 Peru

Peru spielte bei diesem Turnier besser, als es der letzte Platz vermuten ließ. Doch die Leistungen der Mannschaften auf den Plätzen drei bis sechs waren so ausgeglichen, dass bei etwas Glück auch eine bessere Platzierung für die Peruaner möglich gewesen wäre. Insbesondere bei der 0:1-Niederlage gegen Gastgeber Argentinien hatte man viel Pech und wurde zudem stark benachteiligt. Auch bei den Niederlagen gegen Brasilien (2:3) und Uruguay (2:4) hätte man mehr erreichen können. So reichte es am Ende nur zu einem 1:0-Sieg gegen Paraguay und einem Unentschieden gegen Chile; dies bedeutete aufgrund der Tordifferenz gegenüber Chile am Ende nur Platz sechs.
 Uruguay

Von Uruguay hatte man bei diesem Turnier eigentlich mehr erwartet. Doch der Titelverteidiger spielte zu wenig konstant, um bei der Titelvergabe entscheidend mitsprechen zu können. Schon gleich zum Auftakt erlebte der Rekord-Südamerikameister eine herbe Enttäuschung, als er gegen Paraguay trotz einer zwischenzeitlichen 2:1-Führung noch eine völlig unerwartete 2:4-Niederlage kassierte. Deutete sich danach nach dem 4:2-Sieg gegen Peru eine sportliche Wende beim Titelverteidiger an, so erlebten die Urus im anschließenden Duell gegen den krassen Außenseiter Chile mit einem 0:3 den Tiefpunkt bei diesem Turnier. Spätestens mit dieser Niederlage mussten alle Hoffnungen auf eine erfolgreiche Titelverteidigung begraben werden. Immerhin konnten sich die Urus in den darauffolgenden Spielen noch einmal deutlich steigern. Zwar gab es auch gegen Brasilien eine 2:3-Niederlage, aber der abschließende 3:2-Sieg gegen Argentinien galt für die meisten Uruguayer mindestens ebenso viel wie der Turniersieg. So konnte Uruguay ein vollständiges Desaster verhindern und belegte zum Abschluss Platz drei.